# کریس کیومیا
کریس کیومیا (انگلیسی: Chris Kiwomya؛ زادهٔ ۲ دسامبر ۱۹۶۹) بازیکن فوتبال اهل بریتانیا است.
از باشگاه‌هایی که در آن بازی کرده‌است می‌توان به باشگاه فوتبال ایپسویچ تاون، باشگاه فوتبال آرسنال، باشگاه فوتبال کویینز پارک رنجرز، باشگاه فوتبال لو آور، باشگاه فوتبال گریمزبی تاون، باشگاه فوتبال شفیلد یونایتد اشاره کرد.
وی همچنین در تیم ملی فوتبال زیر ۲۱ سال انگلستان بازی کرده‌است.